# Светлый Яр (Алексеевский район)
Све́тлый Яр — посёлок в Алексеевском районе Волгоградской области России. Входит в Краснооктябрьское сельское поселение.

## География
Посёлок расположен на севере района, в 6 км южнее посёлка Красный Октябрь, до районного центра станицы Алексеевской 36 км. В 5 км от автомобильной дороги «Новоаннинский—Красный Октябрь». В 33 км северо-восточнее расположена железнодорожная станция Филоново (Новоаннинский) на линии «Волгоград—Москва».

## Население
| 2010 |
| ---- |
| 0    |